# Cambio-Aldaketa
Cambio-Aldaketa (« changement » en espagnol et en basque) était une coalition électorale espagnole créée en Navarre pour les élections générales espagnoles du 20 décembre 2015 pour le Sénat. Elle regroupait quatre partis : Geroa Bai, Euskal Herria Bildu, Podemos et Izquierda-Ezkerra.

## Historique
La coalition a été entérinée après avoir recueilli 8 300 signatures en novembre 2015.
La coalition a présenté trois candidats comme sénateur : Ana Luján Martinez (de Geroa Bai), Patxi Zamora Aznar  (de Euskal Herria Bildu) et Iñaki Bernal Lumbreras (de Izquierda-Ezkerra). Ils ont obtenu respectivement 97 521, 93 858 et 91 510 votes et c'est finalement Ana Luján qui a été élue sénatrice. En nombre de voix, elle était quatrième après trois candidats de l'Union du peuple navarrais en coalition avec le Parti populaire. Ana Luján a rejoint le groupe mixte au Sénat.